# Holly Sampson
Holly Joy Sampson, conosciuta anche come Nicolette Foster, Andrea Michaels o Zoe (Prescott, 4 settembre 1973) è un'ex attrice pornografica e attrice cinematografica statunitense.

## Biografia
Da adolescente, Sampson ha avuto ruoli di recitazione mainstream, apparendo come interesse amoroso di Fred Savage nell'episodio The Summer Song di Blue Jeans (1989), e un episodio ciascuno di I miei due papà, La bella e la bestia e Matlock, così come il film Pump Up the Volume. Ha recitato in L'onore del nome (1996) e ha avuto un ruolo minore nel film TV del 1998 Gia - Una donna oltre ogni limite.
Sampson ha continuato ad avere ruoli poco in evidenza fino a quando non ha interpretato un insegnante nella commedia adolescenziale Pretty Cool (2002). Ha iniziato la sua carriera nell'industria del porno facendo diversi film hardcore nel 1998 con gli alias "Nicolette" e "Zoe", ma ha rapidamente lasciato questo lato dell'industria per esibirsi in film softcore. Dalla fine degli anni 2000, è apparsa sempre più in film del genere Milf. I suoi crediti di questo periodo softcore (dal 2000 al 2003) includono programmi televisivi erotici come Lady Chatterly's Stories, The Voyeur, Thrills, The Best Sex Ever e Bedtime Stories. Ha anche recitato in una serie di lungometraggi softcore (sotto il nome di Holly Sampson), e video fetish non hardcore (sotto il suo alias Nicolette Foster). Nel 2008, è tornata sui film hardcore per adulti, sotto il nome di Holly Sampson.

## Vita privata
Nel dicembre del 2009, è stata una delle numerose donne legate alle infedeltà coniugali del golfista professionista Tiger Woods. Ha affermato tramite un video caricato su un sito per adulti di aver fatto sesso con Woods alla sua festa di addio al celibato. In seguito dichiarò di non aver avuto una relazione con Woods mentre era sposato, contrariamente quanto detto prima.

## Filmografia
- Infinite Bliss, regia di Nick Orleans (1998)
- Naked Truth, regia di Nick Orleans (1998)
- Slave To Fashion, regia di Nick Orleans (1998)

- She Screams, regia di Fred J. Lincoln (1999)
- Touch, regia di Nick Orleans (1999)

- ALS Scan 19, regia di Alex (2000)
- ALS Scan 20, regia di Alex (2000)
- Stripped and Bound (2000)

- ALS Scan 28 (2001)
- ALS Scan 32 (2001)
- Blondes In Peril: The Narocelptic Agent (2001)
- Christmas Stocking (2001)
- Foot Files: Hardcore 2 (2001)
- Romantic Gothic Comedy, regia di Oak O'Kork (2001)
- Sole Sisters (2001)
- Sublime Stockings,  (2001)
- Taking the Wrap: The Ultimate Mummification, regia di Oak O'Kork (2001)
- Tickle Party 2 (2001)

- ALS Scan 37 (2002)
- ALS Scan 39 (2002)
- Bare Breasted Bondage (2002)
- Bare-Skinned Captives (2002)
- Bound to Be Helpless (2002)
- Castle Erotica, regia di Madison Monroe (2002)
- Fetish Mores (And More!), regia di Oak O'Kork (2002)
- Live Bondage 6 (2002)
- Pantyhose Pairs (2002)
- Ultimate Firsts (2002)

- Foot Power 2 (2003)
- Naughty Little Nymphs, regia di Nick Orleans (2003)
- No Shoes, No Mercy,  (2003)
- Sexual Fantasy, regia di Allan Lee (2003)
- Tie Me Naked (2003)

- 31 Flavors (2005)
- Foot Sex Spectacular, regia di Jason Marcus (2006)

- Beachunt (2008)
- Bright Business Girls Learn Hard Bondage Lessons (2008)
- Caught in the Act (II) (2008)
- Come to Momma 3, regia di Mike Quasar (2008)
- Cum Commander (2008)
- Descent Into Bondage (2008)
- House of Naked Captives (2008)
- My First Sex Teacher 3177 (2008)
- Seduced By A Cougar 3250,  (2008)
- Son Of A Beach (2008)
- Train the Main Vein (2008)

- Binding Miss Thomas (2009)
- CFNM Secret 1, regia di Greg Lansky (2009)
- CFNM Secret 2 (2009)
- Cheating Housewives 6, regia di David Lord (2009)
- Cheating Wives Tales 15, regia di Mario Rossi (2009)
- Diary of a Horny Housewife, regia di Cash Markman (2009)
- Flying Solo 2, regia di Cash Markman (2009)
- Girl on Girl Tickle Wards (2009)
- Hands On (2009)
- Housewife 1 On 1 4571 (2009)
- How I Did A MILF, regia di Jim Enright (2009)
- Keys to the V.I. Pussy,  (2009)
- Live Naughty MILF 4085 (2009)
- Live Naughty MILF 4283 (2009)
- Live Naughty Teacher 4281 (2009)
- Live Naughty Teacher 4528 (2009)
- Making of a MILF, regia di Randy Spears (2009)
- MILF Bone 4, regia di Jack Mayhoff (2009)
- MILF Date 3, regia di Eddie Powell (2009)
- MILF Soup 9 (2009)
- Moms Gone Wild 5, regia di Jordan Septo (2009)
- My First Sex Teacher 18 (2009)
- My First Sex Teacher 4170 (2009)
- Naughty Blonde MILF Librarians, regia di D. Cypher (2009)
- OMG Stop Tickling Me (2009)
- Reduce, Reuse, and Tickle My Titties (2009)
- Screwed Over, regia di Paul Thomas (2009)
- Service Tape Confessions (2009)
- Statuesque, regia di Randy Spears (2009)
- Suck It Dry 6, regia di Jonni Darkko (2009)
- Tape Bound 4 (2009)
- You, Me and Her, regia di Mick Blue (2009)

- Big Tits at Work 9 (2010)
- Burning Passion (2010)
- CFNM Secret 5 (2010)
- Contessa's Chateau of Pleasure, regia di Jace Rocker (2010)
- Dating Service Tape Confessions (2010)
- Group Groping (2010)
- Man's Fantasy 1: Ex-ual Tension (2010)
- MILFs Like It Big 7 (2010)
- Moms That Like To Lick (2010)
- Supertail and the Evil Wang, regia di Jace Rocker (2010)
- Taming The Beast (2010)
- Who's Your Momma 3, regia di Barrett Blade, Corey Jordan, Jim Powers, Sammy Slater e Trina Michaels (2010)

- All Stars 2, regia di Miles Long (2011)
- Big Tit MILFs, regia di Miles Long (2011)
- CFNM Secret 6 (2011)
- Cougar Recruits 6 (2011)
- Facials, regia di Miles Long (2011)
- MILF Does a Body Good 2, regia di Miles Long, Pat Myne, Mike Quasar e Sid Knox (2011)
- Savanna Samson Is the Masseuse, regia di Paul Thomas (2011)
- Toys in Her Box, regia di Matt Stevens (2011)

- 3 Mistresses, regia di B. Skow (2012)
- Home Affairs 2 (2012)
- Star Power 2, Miles Long (2012)

- 2 Guys And A Girl 4 (2013)
- Cum Drunk 2 (2013)
- My First Sex Teacher 16755,  (2013)

- Look at Me, regia di B. Skow, Lewis Socket e Shylar Cobi (2014)
- Big Tits Boss 27 (2015)
- Best of CFNM Secret (2016)
- Housewife 1 On 1 22491 (2017)
- My Mom's A Slut 3, regia di Mike Quasar (2018)